# 锡斯基尤县
锡斯基尤县（英語：Siskiyou County，i/ˈsɪskjuː/，SISK-yoo）是美国加利福尼亚州的一个縣，北接俄勒冈州，面積16,440平方公里。根据2020年美國人口普查统计，锡斯基尤县共有人口44,076人。锡斯基尤县的县治為怀里卡。
因為锡斯基尤县擁有大量風景區、戶外遊憩設施，並有著淘金潮的歷史，所以成為了一個重要的旅遊勝地。

## 地理

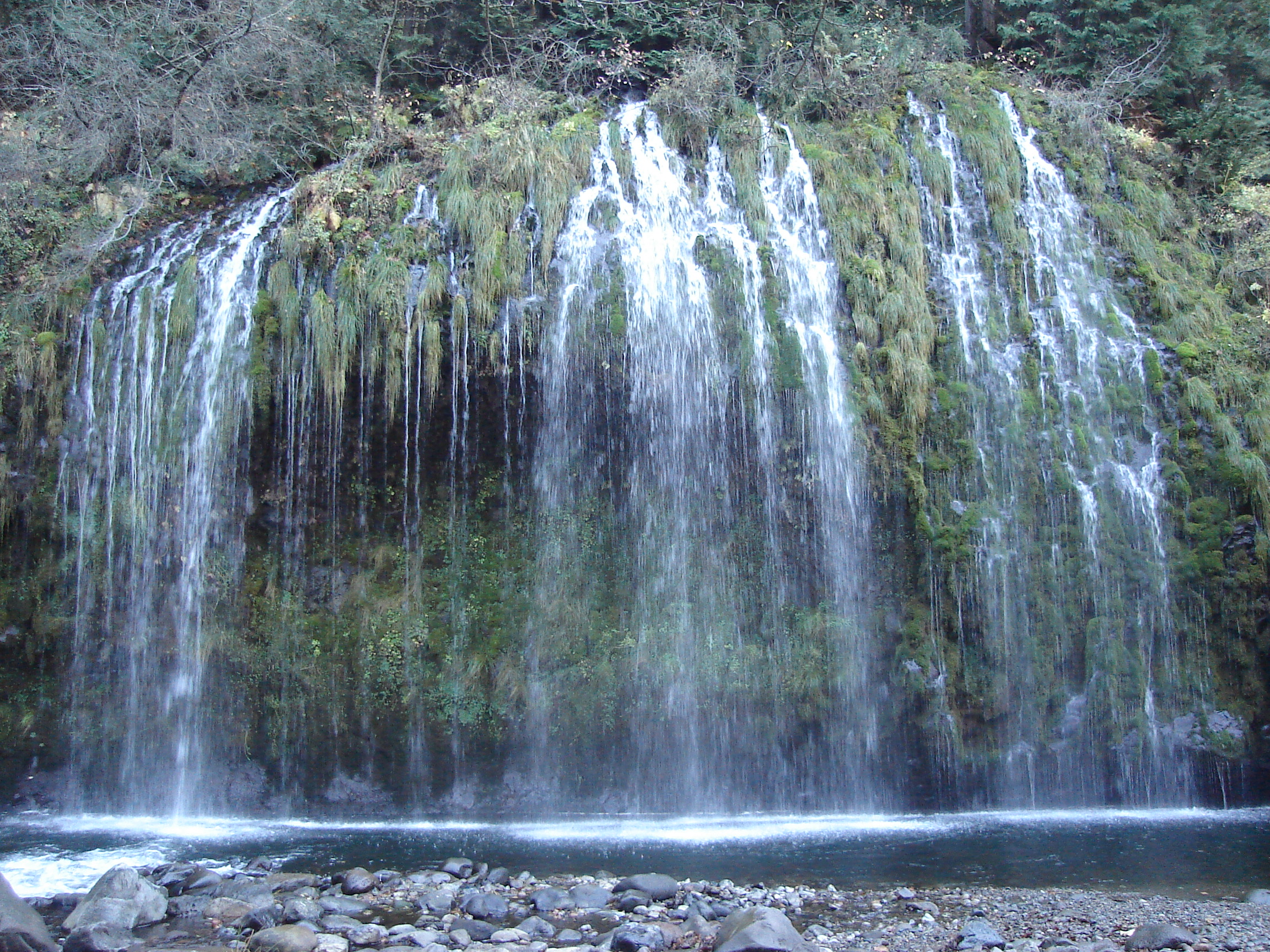
鄧斯繆爾附近的瀑布

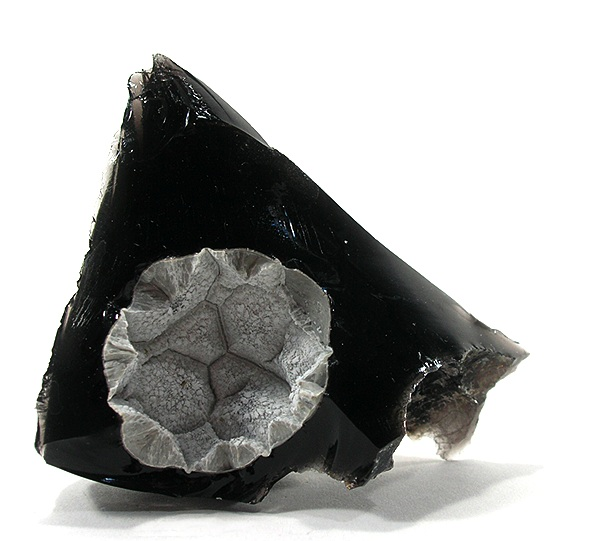
黑曜岩上的方英石，得自熔岩床國家紀念區

锡斯基尤县擁有多元化的地理。縣的最高點正是位於縣中央部份，海拔14,179英尺（4,322米）的沙斯塔山。锡斯基尤县擁有多種地形，其中包括湖泊、森林、沙漠、叢林。加州最長的河流薩克拉門托河亦起源於锡斯基尤县內的沙斯塔山。
根據2000年人口普查，锡斯基尤县的總面積為6,347平方英里（16,440平方），其中有6,287平方英里（16,280平方），即99.06%為陸地；60平方英里（160平方），即0.94%為水域。锡斯基尤县既是加州面積第五大的縣份，亦是美國面積第37大的縣份。可是，锡斯基尤县的人口僅在加州58個縣份中排行第44。

### 毗鄰縣
- 加利福尼亚州 德尔诺特县：西方
- 加利福尼亞州 洪堡縣：西南方
- 加利福尼亞州 三一縣：南方
- 加利福尼亞州 沙斯塔县：南方
- 加利福尼亞州 莫多克縣：東方
- 俄勒冈州 克拉馬斯縣：北方
- 俄勒岡州 傑克遜縣：北方
- 俄勒岡州 約瑟芬縣：西北方[6]

### 國家保護區
- 巴特谷國家草原（英语：Butte Valley National Grassland）
- 克拉马斯国家森林（部分）
- 熔岩床國家紀念區（英语：Lava Beds National Monument）（部分）
- 下克拉馬斯國家野生動物保護區（英语：Lower Klamath National Wildlife Refuge）（部分）
- 莫多克国家森林（部分）
- 罗格河-锡斯基尤国家森林（部分）
- 沙斯塔国家森林（部分）
- 六河国家森林（部分）
- 莞草湖國家野生動物保護區（英语：Tule Lake National Wildlife Refuge）（部分）

### 建制市镇
| 自治体（市/镇）                      | 成立年份 | 人口（2018） |
| ------------------------------------ | -------- | ------------ |
| 多里斯（Dorris）                     | 1908     | 905          |
| 邓斯缪尔（Dunsmuir）                 | 1909     | 1,579        |
| 埃特纳（Etna）                       | 1878     | 716          |
| 琼斯堡（Fort Jones）                 | 1872     | 688          |
| 蒙太古（Montague）                   | 1909     | 1,399        |
| 芒特沙斯塔／沙斯塔山（Mount Shasta） | 1905     | 3,292        |
| 图利莱克（Tulelake）                 | 1937     | 991          |
| 威德（Weed）                         | 1961     | 2,654        |
| 怀里卡（Yreka）                      | 1857     | 7,556        |

## 人口
| 调查年            | 人口   | 备注 | %±     |
| ----------------- | ------ | ---- | ------ |
| 1860              | 7,629  |      | —      |
| 1870              | 6,848  |      | −10.2% |
| 1880              | 8,610  |      | 25.7%  |
| 1890              | 12,163 |      | 41.3%  |
| 1900              | 16,962 |      | 39.5%  |
| 1910              | 18,801 |      | 10.8%  |
| 1920              | 18,545 |      | −1.4%  |
| 1930              | 25,480 |      | 37.4%  |
| 1940              | 28,598 |      | 12.2%  |
| 1950              | 30,733 |      | 7.5%   |
| 1960              | 32,885 |      | 7.0%   |
| 1970              | 33,225 |      | 1.0%   |
| 1980              | 39,732 |      | 19.6%  |
| 1990              | 43,531 |      | 9.6%   |
| 2000              | 44,301 |      | 1.8%   |
| 2010              | 44,900 |      | 1.4%   |
| [ 7 ] [ 8 ] [ 9 ] |        |      |        |

### 2010年
根據2010年人口普查，锡斯基尤县擁有44,900居民。其人口密度為每平方英里7居民（每平方公里3居民）。锡斯基尤县的人口是由84.7%白人、1.3%黑人、4%土著、1.2%亞洲人、0.2%太平洋岛民、3.3%其他種族和5.3%混血构成。而西班牙裔或拉丁美洲人佔了人口10.3%。

### 2000年
根據2000年人口普查，锡斯基尤县擁有44,301居民、18,556住戶和12,228家庭。其人口密度為每平方英里7居民（每平方公里3居民）。锡斯基尤县擁有21,947間房屋单位，其密度為每平方英里4間（每平方公里1間）。锡斯基尤县的人口是由87.1%白人、1.3%黑人、3.9%土著、1.2%亞洲人、0.1%太平洋岛民、2.8%其他種族和3.7%混血构成。而西班牙裔或拉丁美洲人佔了人口7.6%。在87.1%白人當中，有15%為德國人、13%為英國人、12%為愛爾蘭人、以及6%為義大利人。在44,301居民中，有91.7%人口的母語為英语，5.7%為西班牙语。
在18,556住户中，有27.6%擁有一個或以上的兒童（18歲以下）、51.7%為夫妻、10.1%為單親家庭、34.1%為非家庭、28.6%為獨居、12.8%住戶有同居長者。平均每戶有2.35人，而平均每個家庭則有2.87人。在44,301居民中，有24%為18歲以下、6.7%為18至24歲、22.7%為25至44歲、28.4%為45至64歲以及18.1%為65歲以上。人口的年齡中位數為43歲，每100個女性就有96.5個男性。而每100個成年女性（18歲以上）就有94.1個成年男性。
锡斯基尤县的住戶收入中位數為$29,530，而家庭收入中位數則為$36,890。男性的收入中位數為$31,936，而女性的收入中位數則為$22,650。锡斯基尤县的人均收入為$17,570。約14%家庭和18.6%人口在貧窮線以下，包括26.6%兒童（18歲以下）及7.3%長者（65歲以上）。

## 外部連結
- 官方网站
- Museum of the Siskiyou Trail
- Siskiyou County Visitors Bureau （页面存档备份，存于）